# 空間設計
株式会社空間設計（くうかんせっけい）は日本のアトリエ系建築設計事務所。

## 概要
株式会社空間設計は及川政志を代表として1984年（昭和59年）3月14日に創設された。
テーマパークやレジャー施設などの他、研究施設や医療施設などを得意分野とする。

## 沿革
- 1983年（昭和58年）12月、空間設計創立
- 1984年（昭和59年）3月、株式会社とし、港区新橋一丁目に本社事務所を開設
- 1985年（昭和60年）10月、本社を中央区八丁堀二丁目に移転
- 1986年（昭和61年）4月、オリエンタルランド本社内に空間設計浦安分室開設
- 1994年（平成6年）3月、本社を中央区八丁堀三丁目に移転
- 2002年（平成14年）6月、浦安分室を閉鎖し本社に統合
- 2013年（平成25年）11月、本社を中央区新川二丁目に移転

## 主な作品
- レストラン北斎
- 東京衛生病院（玄関棟、産科婦人科棟、エネセン棟、ホスピス、内科外科病棟、歯科診療所）
- Show Base 2000
- ワイルドブルーヨコハマ
- ららぽーとスキードームSSAWS
- 金光学院寮棟及び食堂棟（日本建築家協会優秀建築選2006賞）
- 結婚式場（ララマリー、新山口Wedding Court EMILIA）
- Samsung Everland（Aesop's Village、Friendly Monkey Valley、Euro Town）
- 金光北ウィング やつなみホール（休憩・集会施設）、光風館（宿泊・研修施設）
- 研究施設（BMSA・環文研共同研究棟、QTEC神戸試験センター）
- 歯科クリニック（D｡land、熊本けやき通り歯科矯正歯科医院）
- 教育施設（東京三育小学校、北浦三育中学校、苅草学院西新井校舎、その他）
- その他（宗教施設、商業施設、食品工場、共同住宅、個人住宅など）

## 関係人物
- 及川政志